# (12868) Onken
(12868) Onken (1998 MZ7) – planetoida z pasa głównego asteroid okrążająca Słońce w ciągu 5,46 lat w średniej odległości 3,1 j.a. Została odkryta 19 czerwca 1998 roku.